# Straßenbahn Salzburg
| Wagen 1 der Straßenbahn Salzburg, aufgenommen 1938 beim Hauptbahnhof |                            |                                                |                                                |
| Streckenlänge: | 2,95 km                    |                                                |                                                |
| Spurweite: | 1435 mm (Normalspur)       |                                                |                                                |
| Stromsystem: | 800 Volt =                 |                                                |                                                |
| Minimaler Radius: | 15 m                       |                                                |                                                |
| Streckengeschwindigkeit: | 20 km/h                    |                                                |                                                |
| Zweigleisigkeit: | Lokalbahnhof–Mirabellplatz |                                                |                                                |
| |                            |                                                |                                                |
| \| \| \| von Lamprechtshausen \| \| \| \| \| Salzkammergut-Lokalbahn von Bad Ischl \| \| \| \| \| Bahnhof \| \| \| \| \| Elisabethstraße \| \| \| \| \| Bahnstrecke Rosenheim–Salzburg \| \| \| \| \| Fünfhaus \| \| \| \| \| \| \| \| \| \| Kurhaus \| \| \| \| \| Mirabellplatz \| \| \| \| \| Makartplatz \| \| \| \| \| Bazar \| \| \| \| \| Sauterbogen \| \| \| \| \| Platzl \| \| \| \| \| \| \| \| \| \| Staatsbrücke über die Salzach \| \| \| \| \| Rathausbogen \| \| \| \| \| Rathausplatz \| \| \| \| \| Alter Markt, ehemals Churfürstenstraße \| \| \| \| \| Ritzerbogen \| \| \| \| \| Universitätsplatz, ehemals Studiengebäude \| \| \| \| \| Sigmundsplatz \| \| \| \| \| Winterreitschule \| \| \| \| \| Neutor (131 m) \| \| \| \| \| Neutor, ehemals Reichenhaller Straße \| \| \| \| \| Fürstenbrunnstraße, ehemals Leopoldskronstraße \| \| \| \| \| Neutorstraße, ehemals Riedenburger Straße \| \| \| \| \| Sparkasse \| \| \| \| \| Mozartplatz \| \| \| \| \| Festungsbahn \| \| \| \| \| Kajetanerplatz \| \| \| \| \| \| \| \| \| \| Inneres Nonntal \| \| \| \| \| nach Berchtesgaden \| \| |                            |                                                |                                                |
| Strecke |                            | von Lamprechtshausen                           | von Lamprechtshausen                           |
| Abzweig geradeaus und ehemals von links |                            | Salzkammergut-Lokalbahn von Bad Ischl          | Salzkammergut-Lokalbahn von Bad Ischl          |
| Kopfbahnhof Strecke ab hier außer Betrieb |                            | Bahnhof                                        | Bahnhof                                        |
| Haltepunkt / Haltestelle (Strecke außer Betrieb) |                            | Elisabethstraße                                | Elisabethstraße                                |
| Kreuzung geradeaus unten (Strecke geradeaus außer Betrieb) |                            | Bahnstrecke Rosenheim–Salzburg                 | Bahnstrecke Rosenheim–Salzburg                 |
| Haltepunkt / Haltestelle (Strecke außer Betrieb) |                            | Fünfhaus                                       | Fünfhaus                                       |
| Abzweig mit U-Bahn geradeaus und nach links (Strecke außer Betrieb) · U-Bahn-Strecke von rechts (außer Betrieb) |                            |                                                |                                                |
| Haltepunkt / Haltestelle (Strecke außer Betrieb) · U-Bahn-Haltepunkt / Haltestelle (Strecke außer Betrieb) |                            | Kurhaus                                        | Kurhaus                                        |
| Strecke (außer Betrieb) · U-Bahn-Haltepunkt / Haltestelle (Strecke außer Betrieb) |                            | Mirabellplatz                                  | Mirabellplatz                                  |
| Strecke (außer Betrieb) · U-Bahn-Haltepunkt / Haltestelle (Strecke außer Betrieb) |                            | Makartplatz                                    | Makartplatz                                    |
| Haltepunkt / Haltestelle (Strecke außer Betrieb) · U-Bahn-Strecke (außer Betrieb) |                            | Bazar                                          | Bazar                                          |
| Strecke (außer Betrieb) · U-Bahn-Tunnel (Strecke außer Betrieb) |                            | Sauterbogen                                    | Sauterbogen                                    |
| U-Bahn-Strecke von links (außer Betrieb) · Abzweig mit U-Bahn geradeaus und nach rechts (Strecke außer Betrieb) · U-Bahn-Bahnhof (Strecke außer Betrieb) |                            | Platzl                                         | Platzl                                         |
| U-Bahn-Abzweig geradeaus und von links (Strecke außer Betrieb) · Kreuzung mit U-Bahn (Strecken außer Betrieb) · U-Bahn-Strecke nach rechts (außer Betrieb) |                            |                                                |                                                |
| U-Bahn-Brücke über Wasserlauf (Strecke außer Betrieb) |                            | Staatsbrücke über die Salzach                  | Staatsbrücke über die Salzach                  |
| U-Bahn-Tunnel (Strecke außer Betrieb) |                            | Rathausbogen                                   | Rathausbogen                                   |
| U-Bahn-Haltepunkt / Haltestelle (Strecke außer Betrieb) |                            | Rathausplatz                                   | Rathausplatz                                   |
| U-Bahn-Bahnhof (Strecke außer Betrieb) |                            | Alter Markt, ehemals Churfürstenstraße         | Alter Markt, ehemals Churfürstenstraße         |
| U-Bahn-Tunnel (Strecke außer Betrieb) |                            | Ritzerbogen                                    | Ritzerbogen                                    |
| U-Bahn-Strecke von links (außer Betrieb) · U-Bahn-Bahnhof quer (Strecke außer Betrieb) · U-Bahn-Abzweig geradeaus und nach rechts (Strecke außer Betrieb) |                            | Universitätsplatz, ehemals Studiengebäude      | Universitätsplatz, ehemals Studiengebäude      |
| U-Bahn-Haltepunkt / Haltestelle (Strecke außer Betrieb) · U-Bahn-Strecke (außer Betrieb) |                            | Sigmundsplatz                                  | Sigmundsplatz                                  |
| U-Bahn-Abzweig geradeaus und nach links (Strecke außer Betrieb) · U-Bahn-Kopfbahnhof Streckenende und quer (Strecke außer Betrieb) · U-Bahn-Strecke (außer Betrieb) |                            | Winterreitschule                               | Winterreitschule                               |
| U-Bahn-Tunnel (Strecke außer Betrieb) · U-Bahn-Strecke (außer Betrieb) |                            | Neutor (131 m)                                 | Neutor (131 m)                                 |
| U-Bahn-Haltepunkt / Haltestelle (Strecke außer Betrieb) · U-Bahn-Strecke (außer Betrieb) |                            | Neutor, ehemals Reichenhaller Straße           | Neutor, ehemals Reichenhaller Straße           |
| U-Bahn-Haltepunkt / Haltestelle (Strecke außer Betrieb) · U-Bahn-Strecke (außer Betrieb) |                            | Fürstenbrunnstraße, ehemals Leopoldskronstraße | Fürstenbrunnstraße, ehemals Leopoldskronstraße |
| U-Bahn-Kopfbahnhof Streckenende (Strecke außer Betrieb) · U-Bahn-Strecke (außer Betrieb) |                            | Neutorstraße, ehemals Riedenburger Straße      | Neutorstraße, ehemals Riedenburger Straße      |
| U-Bahn-Haltepunkt / Haltestelle (Strecke außer Betrieb) |                            | Sparkasse                                      | Sparkasse                                      |
| U-Bahn-Haltepunkt / Haltestelle (Strecke außer Betrieb) |                            | Mozartplatz                                    | Mozartplatz                                    |
| U-Bahn-Kopfbahnhof Streckenanfang und quer (Strecke außer Betrieb) · U-Bahn-Abzweig geradeaus und nach rechts (Strecke außer Betrieb) |                            | Festungsbahn                                   | Festungsbahn                                   |
| U-Bahn-Haltepunkt / Haltestelle (Strecke außer Betrieb) |                            | Kajetanerplatz                                 | Kajetanerplatz                                 |
| U-Bahn-Strecke nach links (außer Betrieb) · Abzweig mit U-Bahn geradeaus und von rechts (Strecke außer Betrieb) |                            |                                                |                                                |
| Bahnhof (Strecke außer Betrieb) |                            | Inneres Nonntal                                | Inneres Nonntal                                |
| Strecke (außer Betrieb) |                            | nach Berchtesgaden                             | nach Berchtesgaden                             |

Die Straßenbahn Salzburg, auch Stadtbahn Salzburg oder umgangssprachlich Gelbe Elektrische, war eine normalspurige Straßenbahn in der österreichischen Stadt Salzburg. Sie bestand von 1887 bis 1940 und wurde durch den bis heute verkehrenden Oberleitungsbus Salzburg ersetzt.

## Geschichte

### Pferdebahn

Ein Sommerwagen der Pferdebahn vor dem Café Bazar, aufgenommen im vorletzten Betriebsjahr 1907

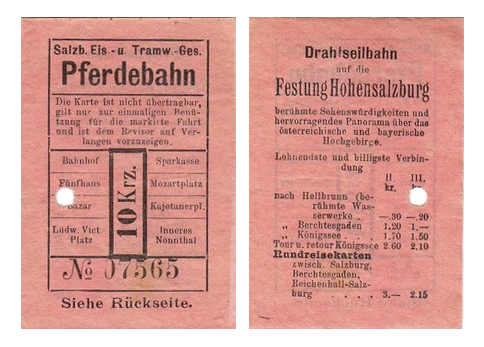
Fahrkarte der Pferdebahn

Bereits ab 1886 existierte in der Salzburger Innenstadt die Bahnstrecke nach Drachenloch. Sie wurde von der Salzburger Eisenbahn- und Tramwaygesellschaft (SETG) betrieben und 1907 bis Hangender Stein erweitert sowie mit der Bahnstrecke nach Berchtesgaden verknüpft.
Einen Teil der Infrastruktur der anfangs als Dampfstraßenbahn betriebenen Lokalbahn nutzte die SETG schon im Jahr darauf zur Einrichtung einer Pferdestraßenbahn. Sie diente anfangs lediglich als Verstärkung der Lokalbahn und pendelte ab dem 15. Oktober 1887 – zusätzlich zu den Dampfzügen – auf dem 1,5 Kilometer langen Abschnitt Lokalbahnhof–Bazar. Diese Strecke führte zunächst durch die Rainerstraße, bog am Max-Ott-Platz nach rechts in die Markus-Sittikus-Straße ab, um schließlich dem rechten Ufer der Salzach in südliche Richtung zu folgen.
Am 4. August 1892 erhielt die Pferdebahn ihre erste eigene Strecke. Um auch die Altstadt links der Salzach zu erschließen, bogen die aus Richtung Lokalbahnhof kommenden Wagen fortan nach dem Bazar nach rechts auf die Staatsbrücke  ab, um dann links auf den Rudolfskai und rechts in die Klampferergasse abbiegend, über den Ludwig-Viktor-Platz (wo sich eine Ausweiche befand), die vorläufige Endstation beim Mozartplatz zu erreichen.
Schon am 17. August 1892 folgte die Verlängerung ab Mozartplatz über die Kaigasse und den Kajetanerplatz zum Rudolfsplatz im Inneren Nonntal. Dort bestand wiederum Anschluss zur Lokalbahn in Richtung St. Leonhard-Drachenloch.
Als letzte Pferdebahnstrecke ging am 1. Mai 1893 eine kurze Zweigstrecke vom Mozartplatz über den Kapitelplatz zur Talstation der 1892 eröffneten Festungsbahn in Betrieb. Abseits ihrer Stammstrecken verkehrten die Pferdebahnwagen zeitweise auch auf der Lokalbahn-Zweigstrecke nach Salzburg-Parsch. Dies war 1893 und zwischen 1895 und 1902 der Fall.
Nachdem es bereits 1905 ein erstes Projekt zur Errichtung einer elektrischen Straßenbahn gab, läutete deren Baubeginn schließlich 1908 das Ende der Pferdebahn ein. Diese verkehrte letztmals am 30. September 1908.

### Elektrische Straßenbahn

Eröffnung des Abschnitts durch das Neutor am 1. März 1916

Fahrkarte der Elektrischen Stadtbahn

Nach einer siebenmonatigen Umstellungsphase ging am 4. Mai 1909 die neue elektrische Straßenbahn in Betrieb. Wie die zwei Monate später elektrifizierte Lokalbahn verwendete die Straßenbahn Gleichspannung von 800 Volt. Auch die elektrische Straßenbahn wurde von der SETG betrieben, anders als bei der Pferdebahn erfolgte dies aber nur noch im Auftrag der Stadtverwaltung – diese war Konzessionsinhaberin.
Bei der Elektrifizierung erhielt die Straßenbahn auch in der Altstadt rechts der Salzach eine eigene – von der Lokalbahn weitgehend unabhängige – Streckenführung. Die Elektrische trennte sich bereits auf dem Max-Ott-Platz von der Lokalbahn und verblieb in der Rainerstraße. Via Mirabellplatz – dort endete der am Lokalbahnhof beginnende Doppelspurabschnitt –, Dreifaltigkeitsgasse und Makartplatz erreichte sie die provisorische Endstation Linzer Gasse Platzl.
Am 3. Juli 1909 folgte die Verlängerung in die linke Altstadt. Nach dem Platzl kreuzte die Straßenbahn zunächst die Lokalbahn rechtwinklig, um kurz darauf den nördlichen Brückenkopf der Staatsbrücke und damit die Bestandsstrecke der Pferdebahn zu erreichen. Dieser folgte sie bis zum Alten Markt, wo sich einige Jahre lang die Endstation der Elektrischen befand.
Im Ersten Weltkrieg errichtete man in drei Abschnitten für die Elektrische eine Neubaustrecke in den Stadtteil Riedenburg:
- 1915: Alter Markt–Churfürststraße–Ritzerbogen–Universitätsplatz–Sigmundsplatz (heute Herbert-von-Karajan-Platz)
- 1. März 1916: Sigmundsplatz–Neutor–Neutorstraße/Fürstenbrunnstraße
- 29. November 1916: Neutorstraße/Fürstenbrunnstraße–Neutorstraße/Bayernstraße[7]

Die Endstation in der Neutorstraße befand sich zwischen der Einmündung der Bayernstraße und der Einmündung der Anton-Hochmuth-Straße. Ferner zweigte auf dem Sigmundsplatz ein kurzes Stichgleis in die Hofstallgasse ab. Dieses führte zur Winterreitschule – dem späteren Kleinen Festspielhaus – und diente ursprünglich militärischen Zwecken. Voraussetzung für die Verlängerung der Elektrischen war ein Umbau der Gleisanlagen auf dem Alten Markt, wo statt der Endstelle – sie befand sich beim Café Tomaselli – fortan eine Ausweiche existierte. Im Sommer verkehrte die Bahn zwischen Lokalbahnhof und Sigmundsplatz im 4,5-Minuten-Takt, die restliche Strecke in die Riedenburg wurde hingegen nur alle neun Minuten bedient. Außerhalb der Sommersaison fuhr man alle siebeneinhalb Minuten. Die Reisezeit über die 2,95 Kilometer lange Gesamtstrecke betrug 15 Minuten. Untergebracht waren die Fahrzeuge in der Lokalbahn-Remise in Itzling an der Strecke nach Lamprechtshausen.
Weil die Wagen der elektrischen Straßenbahn gelb lackiert waren, sprach man fortan auch von der Gelben Elektrischen. Dies geschah in Abgrenzung zu den rot lackierten Fahrzeugen der Lokalbahn, die entsprechend Rote Elektrische genannt wurde. Eine alternative Bezeichnung für die Salzburger Straßenbahn war Stadtbahn, auch an den Fahrzeugen war Salzburger Stadtbahn angeschrieben. Im Volksmund sprach man hingegen von der rasenden Eierspeis. Eine Liniennummer besaß die Straßenbahn hingegen nie.
Im Jahr 1927 wurde der Stadt von einem Kinobesitzer und einem benachbarten Gastwirt in Maxglan die Finanzierung einer 650 Meter langen Erweiterung bis zu seinem Kino angeboten. Die Stadt hätte dafür lediglich die Brücke über den Almkanal verstärken müssen, wozu sie aber nicht in der Lage war. Im Zweiten Weltkrieg wurde die Straßenbahn in drei Abschnitten stillgelegt und durch die erste Oberleitungsbus-Linie Salzburgs ersetzt, dadurch konnte auch die Anbindung Maxglans verwirklicht werden:
| letzter Betriebstag | eingestellter Abschnitt                 | Ersatz durch Oberleitungsbuslinie M           |
| ------------------- | --------------------------------------- | --------------------------------------------- |
| 25. September 1940  | Sigmundsplatz–Neutorstraße/Bayernstraße | Sigmundsplatz–Maxglan ab 1. Oktober 1940      |
| 24. Oktober 1940    | Platzl–Sigmundsplatz                    | Makartplatz–Sigmundsplatz ab 24. Oktober 1940 |
| 5. November 1940    | Lokalbahnhof–Platzl                     | Hauptbahnhof–Makartplatz ab 10. November 1940 |

Anders als die Straßenbahn wurde der Oberleitungsbus von den eigens hierfür gegründeten Städtischen Verkehrsbetrieben Salzburg betrieben. Die Lokalbahn verkehrte noch bis 1953 durch die Rechte Altstadt, wurde dann aber ebenfalls stillgelegt. Bis heute in Betrieb ist hingegen die nördliche Lokalbahnstrecke nach Lamprechtshausen, sie gehört heute zur Salzburg AG.

## Fahrzeuge

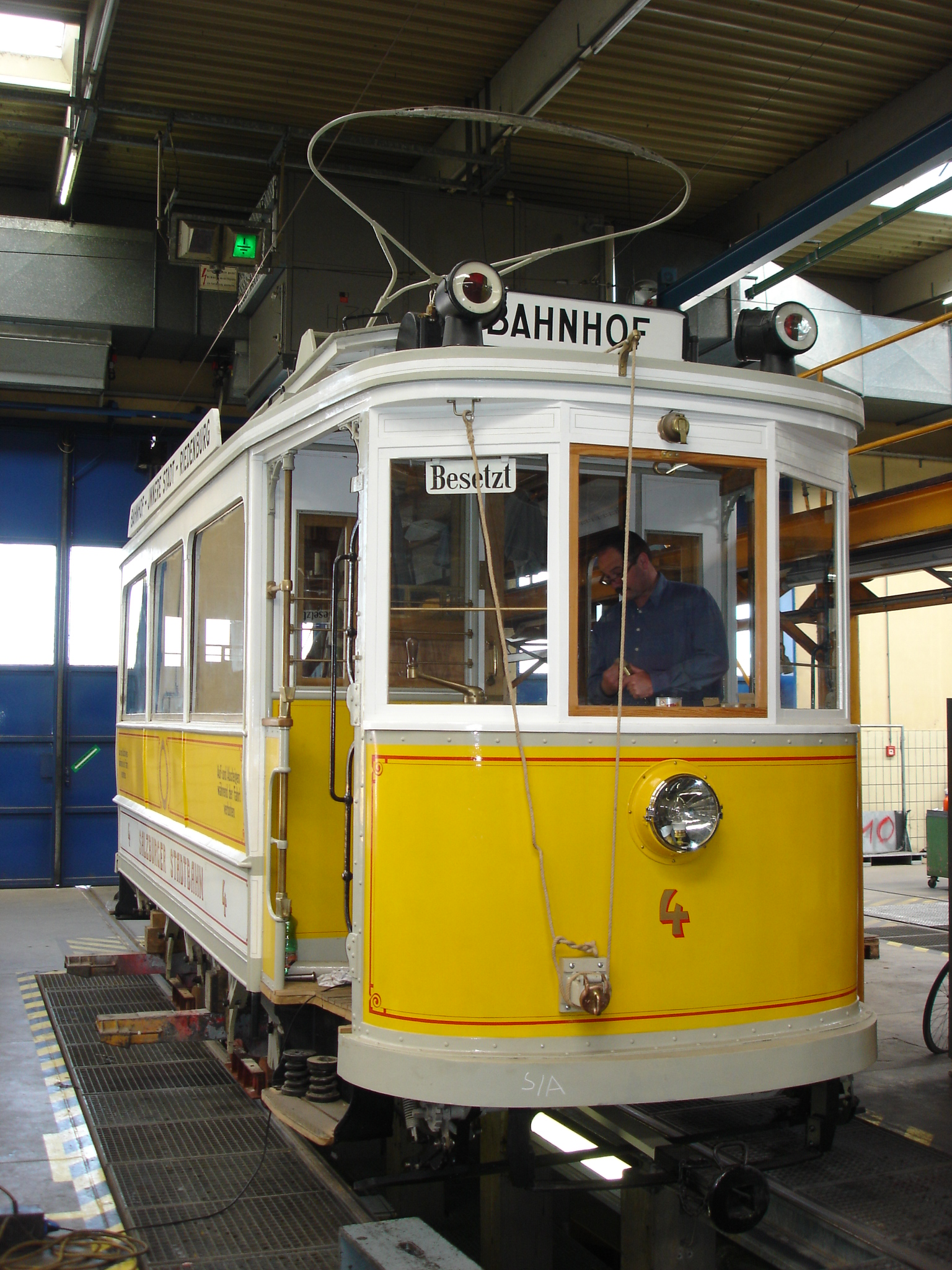
Der rekonstruierte Triebwagen 4

Der Pferdebahn standen insgesamt sieben Wagen zur Verfügung, darunter zwei geschlossene und vier Sommerwagen von der Grazer Wagen- und Waggonfabriks AG sowie ein Salonwagen von der k.k. landesbefugten Maschinenfabrik und Wagenbauanstalt Johann Spiering aus Wien. Die Elektrische verfügte über elf Triebwagen:
- fünf von MAN (1 bis 5, Baujahr 1909)
- vier von der Maschinen- und Waggonbau Fabriks AG Simmering (6 bis 9, Baujahre 1912 beziehungsweise 1916)
- zwei von der Grazer Wagen- und Waggonfabriks AG (10 und 11, Baujahr 1926)

Die elektrische Ausrüstung aller Motorwagen stammte von Siemens. Nachträglich ergänzt wurden sie um fünf Beiwagen (101 bis 105, Baujahr 1920) die ebenfalls aus Simmering stammten. Zusätzlich stand ein Turmwagen ohne Nummer zur Verfügung.

## Erinnerungskultur
Auf Basis weniger erhaltener Originalteile wurde der Triebwagen 4 durch die Museumstramway Mariazell rekonstruiert. Das Fahrzeug wurde schon mehrfach zu Veranstaltungen verliehen, so auch für einen Demonstrationsbetrieb in Salzburg.